# Hani Asakereh
Hani Asakereh –en persa, هانی عساکره– es un deportista iraní que compitió en judo adaptado. Ganó una medalla de bronce en los Juegos Paralímpicos de Atenas 2004 en la categoría de –73 kg.

## Palmarés internacional
| Juegos Paralímpicos | Juegos Paralímpicos | Juegos Paralímpicos | Juegos Paralímpicos |
| Año                 | Lugar               | Medalla             | Categoría           |
| ------------------- | ------------------- | ------------------- | ------------------- |
| 2004                | Atenas (Grecia)     | Medalla de bronce   | –73 kg              |